# Anton Arenskij
Anton Stepanovitj Arenskij, ryska  Антон Аренский,  eng. Arensky, född 30 juni 1861 i Novgorod, död 12 februari 1906 i Terijoki, var en rysk tonsättare, dirigent, pianist och pedagog.

## Biografi
Arenskij skrev sin första stråkkvartett när han bara var nio år. 1879 började han på konservatoriet i Sankt Petersburg, där Nikolaj Rimskij-Korsakov var hans lärare, och där han utmärkte sig med att komponera en symfoni och en pianokonsert. 1883 blev han lärare i komposition vid Moskvakonservatoriet, där bland andra Rachmaninov och Skrjabin var elever. Från 1895 verkade han som dirigent för Hovkören i Sankt Petersburg, en befattning som gav honom ett årligt underhåll av 6000 rubel.
Som tonsättare är han mest personlig i de små, rytmiskt intressanta pianostyckena. Han ägnade sig helt och hållet åt komposition, men ett alltför hårt arbete i förening med ett utsvävande liv ledde till att han fick tuberkulos, och efter ett år på Rivieran dog han på ett finskt sanatorium.
Arenskij var även författare till läroböcker i harmonilära och formlära.
Rysslands Vetenskapsakademi namngav 1987 Arenskijglaciären på Antarktis efter honom.

## Operor
- Son na volge ('Drömmen på Volga', 1890)
- Rafael (1894) (om den italienska renässanskonstnären Raffaello Sanzio)
- Nal i Damajanti ('Nal och Damajanti', 1904)

## Balett
- Notj v Jegipte ('En natt i Egypten')

## Orkesterverk
- Pianokonsert (1882)
- Variationer över ett tema av Tjajkovskij (1894)
- Variationer för piano och orkester över ett tema av Rjabinin (1899)
- Violinkonsert (1901)